# Saison 2 de Runaways
Chronologie
Saison 1 Saison 3
Cet article présente les treize épisodes de la deuxième saison de la série télévisée américaine Runaways.

## Synopsis
Six adolescents venant de différents milieux décident de s'unir pour faire face à un ennemi commun, leurs criminels de parents, qui font partie d'une organisation appelée « le Cercle ».

## Distribution

### Acteurs principaux
- Rhenzy Feliz (VFB : Maxime Van Santfoort)  : Alex Wilder
- Lyrica Okano (VFB : Mélissa Windal) : Nico Minoru
- Virginia Gardner (VFB : Nancy Philippot) : Karolina Dean
- Ariela Barer (VFB : Sophie Pyronnet) : Gert Yorkes
- Gregg Sulkin (VFB : Fabian Finkels) : Chase Stein
- Allegra Acosta (VFB : Aaricia Dubois) : Molly Hernandez
- Angel Parker (VFB : Myriem Akheddiou)  : Catherine Wilder
- Ryan Sands (VFB : Nicolas Matthys) : Geoffrey Wilder
- Annie Wersching (VFB : Colette Sodoyez) : Leslie Dean
- Kip Pardue (VFB : Maxime Donnay)  : Frank Dean
- Ever Carradine (VFB : Fabienne Loriaux) : Janet Stein
- James Marsters (VFB : Michelangelo Marchese) : Victor Stein
- Brigid Brannagh (VFB : Nathalie Hons) : Stacey Yorkes
- Kevin Weisman (VFB : Philippe Allard) : Dale Yorkes
- Brittany Ishibashi (VFB : Célia Torrens)  : Tina Minoru
- James Yaegashi (VFB : Antoni Lo Presti)  : Robert Minoru
- Julian McMahon : Jonah

### Acteurs récurrents et invités
- DeVaughn Nixon : Darius Davis
- Ozioma Akagha : Tamar
- Ajiona Alexus : Livvie
- Kathleen Quinlan : Susan Ellerh

## Liste des épisodes

### Épisode 1:L'Abri dans la colline
- États-Unis : 21 décembre 2018 sur Hulu
- France : 5 février 2019 sur Syfy France

- Marlene Forte : Graciela Aguirre
- Alex Fernandez : Detective Flores

### Épisode 2:Que la lumière soit...
- États-Unis : 21 décembre 2018 sur Hulu
- France : 5 février 2019 sur Syfy France

### Épisode 3:Les justiciers en herbe
- États-Unis : 21 décembre 2018 sur Hulu
- France : 12 février 2019 sur Syfy France

- Jan Luis Castellanos : Topher

### Épisode 4:Le nouveau
- États-Unis : 21 décembre 2018 sur Hulu
- France : 12 février 2019 sur Syfy France

- Jan Luis Castellanos : Topher

### Épisode 5:Au fond du trou
- États-Unis : 21 décembre 2018 sur Hulu
- France : 19 février 2019 sur Syfy France

### Épisode 6:L'ultime sacrifice
- États-Unis : 21 décembre 2018 sur Hulu
- France : 19 février 2019 sur Syfy France

### Épisode 7:Mission de sauvetage
- États-Unis : 21 décembre 2018 sur Hulu
- France : 26 février 2019 sur Syfy France

### Épisode 8:Vies multiples
- États-Unis : 21 décembre 2018 sur Hulu
- France : 26 février 2019 sur Syfy France

### Épisode 9:À armes inégales
- États-Unis : 21 décembre 2018 sur Hulu
- France : 5 mars 2019 sur Syfy France

- Ozioma Akagha : Tamar
- Ajiona Alexus : Livvie
- Alex Fernandez : Detective Flores
- Myles Bullock : Anthony 'AWOL' Wall

### Épisode 10:Prise d'otage
- États-Unis : 21 décembre 2018 sur Hulu
- France : 5 mars 2019 sur Syfy France

### Épisode 11:La dernière valse
- États-Unis : 21 décembre 2018 sur Hulu
- France : 12 mars 2019 sur Syfy France

- Kathleen Quinlan : Susan Ellerh
- Clarissa Thibeaux : Xavin
- Cody Mayo : Vaughn

### Épisode 12:Un ange sur terre
- États-Unis : 21 décembre 2018 sur Hulu
- France : 12 mars 2019 sur Syfy France

### Épisode 13:Séparation
- États-Unis : 21 décembre 2018 sur Hulu
- France : 12 mars 2019 sur Syfy France